# Martino Trulli
Martino Trulli (Triggiano, 13 agosto 1894 – 5 maggio 1968) è stato un avvocato e politico italiano.

## Biografia
Membro del Fronte dell'Uomo Qualunque, fu eletto deputato alla Costituente per il XXV Collegio di Bari.
Fu rieletto deputato, nella lista del Blocco Nazionale, per la I Legislatura nel Collegio di Bari. Fece parte, fra l'altro, della III Commissione: Giustizia. Nel 1951 si iscrive al Partito Nazionale Monarchico.

## Incarichi alla Camera dei deputati
- Componente della III Commissione (Giustizia) - I Legislatura